# Дідрік Тенсет
Дідрік Тенсет (норв. Didrik Tønseth) — норвезький лижник, олімпійський чемпіон, дворазовий чемпіон світу. 
Золоту олімпійську медаль та звання олімпійського чемпіона Тенсет здобув на Пхьончханській олімпіаді 2018 року в складі норвезької збірної в естафеті 4х10 км. 
Дві золоті медалі чемпіонатів світу він також виборов разом із товаришами зі збірної в естафетних гонках. 

## Зовнішні посилання
- Досьє на сайті FIS [Архівовано 12 квітня 2018 у Wayback Machine.]

## Виноски
1. ↑  https://www.teamnor.no/profiler/langrenn/didrik-tonseth/
2. ↑  Didrik Tønseth
3. ↑  Men's 4 × 10 kilometre relay results (PDF). Архів оригіналу (PDF) за 28 червня 2021. Процитовано 11 квітня 2018.